# راه‌آهن برمه
راه‌آهن برمه (泰緬連接鉄道)، راه‌آهن سیام–برمه، راه‌آهن تایلند–برمه توسط امپراتوری ژاپن از سال ۱۹۴۰–۱۹۴۴ برای تأمین نیرو و سلاح در نبرد برمه در جنگ جهانی دوم ساخته شد. این خط راه‌آهن در تایلند و میانمار (برمه) امتداد دارد.